# Expédition 42 (ISS)
Insigne de la mission
Équipage de l'expédition 42
Chronologie
Expédition 41  Expédition 43 
L'Expédition 42 est la 42e mission de longue-durée à la station spatiale internationale (ISS). 

## Équipage
| Position           | Première Partie (novembre 2014)             | Seconde Partie (novembre 2014 à mars 2015)  |                                             |
| ------------------ | ------------------------------------------- | ------------------------------------------- | ------------------------------------------- |
| Commandant         | Barry Wilmore, NASA 2e vol spatial          | Barry Wilmore, NASA 2e vol spatial          |                                             |
| Ingénieur de vol 1 | Aleksandr Samokoutiaïev, RSA 2e vol spatial | Aleksandr Samokoutiaïev, RSA 2e vol spatial |                                             |
| Ingénieur de vol 2 | Yelena Serova, RSA 1er vol spatial          | Yelena Serova, RSA 1er vol spatial          |                                             |
| Ingénieur de vol 3 |                                             | Anton Chkaplerov, RSA 2e vol spatial        |                                             |
| Ingénieur de vol 4 |                                             | Samantha Cristoforetti, ESA 1er vol spatial | Samantha Cristoforetti, ESA 1er vol spatial |
| Ingénieur de vol 5 |                                             | Terry Virts, NASA 2e vol spatial            |                                             |

## Déroulement de l'expédition

### Sorties extravéhiculaires
- 21 février : Barry E. Wilmore  et Terry W. Virts ont déplacé les câbles acheminant le courant et les données situés à l'extrémité avant du module Harmony pour préparer l'installation de la version du système d'amarrage de type International Docking Adapter (durée : 6 h 41 min).
- 25 février : Barry E. Wilmore  et Terry W. Virts  complètent les travaux précédents et déplacent certains systèmes installés au niveau des ports d'amarrages avant et arrière du module Tranquillity en vue de préparer le déplacement du module Permanent Multipurpose Module|PMM et l'installation du module gonflable Bigelow. Lubrifient l'extrémité du bras de Canadarm 2 (durée : 6 h 43 min).
- 1er mars : Barry E. Wilmore  et Terry W. Virts  achèvent les travaux de reroutage des câbles, installent une antenne et un rétroréflecteur de chaque côté de la poutre maitresse de la station spatiale internationale, pour préparer l'installation des nouveaux systèmes d'amarrage (durée : 5 h 38 min).